# Niger aux Jeux olympiques d'été de 1972
Le Niger participe aux Jeux olympiques d'été de 1972 à Munich du 26 août au 11 septembre 1972. Il s'agit de sa 3e participation à des Jeux d'été. Le boxeur Issaka Dabore remporte la première médaille olympique de l'histoire du Niger (bronze chez les mi-welters).

## Boxe
| Athlète        | Catégorie        | 1/32e de finale           | 1/16e de finale          | 1/8e de finale         | Quart de finale           | Demi finale             | Finale              | Finale |
| Athlète        | Catégorie        | Adversaire Résultat       | Adversaire Résultat      | Adversaire Résultat    | Adversaire Résultat       | Adversaire Résultat     | Adversaire Résultat | Rang   |
| -------------- | ---------------- | ------------------------- | ------------------------ | ---------------------- | ------------------------- | ----------------------- | ------------------- | ------ |
| Mayaki Seydou  | Poids coq        | Mehmet Kunova (TUR) 3-2   | Stefan Förster (GDR) 0-5 |                        |                           |                         |                     |        |
| Harouna Lago   | Poids plume      | Boris Kuznetsov (URSS) KO |                          |                        |                           |                         |                     |        |
| Issaka Dabore  | Poids mi-welter  |                           | Odartey Lawson (GHA) KO  | Park Tai-Shik (KOR) KO | Kyoji Shinohara (JPN) 3-2 | Angel Angelov (BUL) 0-5 |                     |        |
| Issoufou Habou | Poids sur-welter |                           | Mohamed Majeri (TUN) 0-5 |                        |                           |                         |                     |        |